# Warhawks de Louisiana-Monroe
Les Warhawks de Louisiana-Monroe ou raccourci en Warhawks de l’ULM (en anglais : Louisiana-Monroe Warhawks — ULM Warhawks) sont un club omnisports universitaire de l'Université de Louisiane à Monroe à Monroe (Louisiane). Les équipes des Warhawks participent aux compétitions universitaires organisées par la National Collegiate Athletic Association et évolue dans la Sun Belt Conference.

## Origine du nom de l'équipe
Le surnom est très récent, les Indians était le surnom de l'université jusqu'en 2006. Cependant à la suite des recommandations de la NCAA visant à limiter les références aux amérindiens, un sondage fut organisé pour choisir le nouveau surnom. Après les résultats, le doyen choisit le nom de Warhawk, en référence aux avions de chasse Curtiss P-40 Warhawk du lieutenant général américain Claire Lee Chennault, et à son escadron de l'Air Force qui ont combattu pendant la Seconde Guerre mondiale.